# Fort aan de Klop
Fort aan de Klop is een verdedigingswerk aan de rivier de Vecht in Utrecht. Het fort werd aangelegd in 1819. De functie van het fort bestond onder andere uit de bescherming van de stad Utrecht. Het was tevens onderdeel van de Nieuwe Hollandse Waterlinie.

## Beschrijving
Het fort is gebouwd op een bijzondere (strategische) plaats voor de verdediging van de stad Utrecht in vroegere tijden. In 1629 bouwde men op de locatie, gesitueerd in de huidige wijk Overvecht, een aarden versterking om aanvallen van de Spanjaarden te kunnen afweren. In 1787 werd er een schans aangelegd om het Franse leger de toegang tot de Vechtdijk te beletten.
In 1811 viel het besluit de Oude Hollandse Waterlinie naar het oosten te verschuiven waarbij de stad Utrecht achter de linie zou komen. Het duurde tot 1816 voordat een begin werd gemaakt met de bouw van de verdedigingswerken voor de Nieuwe Hollandse Waterlinie bij de stad. In 1821 kwam Fort aan de Klop gereed, het was een gesloten rechthoekig aardwerk zonder gebouwen. 
In de jaren 1850-1852 werd een bomvrij wachthuis gemetseld in het midden van het terrein. Het ronde bakstenen gebouw bestond uit een kelderverdieping, begane grond, het dak met uitkijk en seinpost en langs de buitenmuren een gracht met bij de hoofdingang een ophaalbrug. Na het gereedkomen van het Werk bij Maarsseveen in 1881 verloor Fort aan de Klop zijn betekenis als artilleriesteunpunt. Het belang van het fort nam af en hierdoor zijn geplande verbeteringen zoals de sloop van het dak van het wachthuis en de bouw van een contrescarpgalerij aan de kwetsbare noordkant nooit uitgevoerd.
Omstreeks de eeuwwisseling worden drie houten artillerie- of opslagloodsen, in 1877, 1898 en 1914, en een plaatstalen artillerieloods gebouwd. Deze laatste stond op Fort Lunet II en is naar Fort aan de Klop verhuisd. In 1891 werd de oorspronkelijke brug over de gracht vervangen en deze is enige jaren geleden volledig gerenoveerd.
Het fort is drie keer in staat van verdediging gebracht. De eerste keer bij de Frans-Duitse Oorlog in 1870. De tweede keer bij de mobilisatie in 1914 waarbij het fort vooral als depot en hulpverbandplaats werd gebruikt. Voor de derde en laatste keer is het fort in 1939 voor militaire doelen ingezet. Op de open binnenruimte en in de wallen worden loopgraven aangelegd met daar achter groepsschuilplaatsen van gewapend beton. Het fort diende als steunpunt met een sectie infanterie. Tijdens de oorlog wordt het fort gebruikt als munitie-opslagplaats voor het Duitse leger.
Tot omstreeks 1980 was Fort aan de Klop in gebruik bij het Ministerie van Defensie voor de opslag van legermateriaal en als reparatiewerkplaats. In jaren vijftig van de 20e eeuw werd op het terrein nog een grote garageloods gebouwd. Deze staat aan de noordoostzijde van het fort. Daarna verhuurde Defensie het fort aan een bedrijf dat politiehonden traint.

## Ligging
De huidige kruising Klopdijk, Vechtdijk en Eerste Polderweg was vroeger een belangrijk kruispunt voor het verkeer dat met kleine schepen, via de Vecht en de Westbroekervaart (nu Klopvaart), de stad Utrecht moest kunnen bereiken.
Op deze plaats floreerde de toenmalige herberg "de Clophaemer", waar reizigers onderdak werd geboden. De naam van het fort en van veel organisaties in de omgeving zijn hiervan afgeleid. Op dit gedeelte van de Vecht was destijds nog geen brug, zoals nu het geval is. Men moest daarom gebruikmaken van de veerdienst van de herberg om de rivier over te steken. De Fortlaan in het wijkdeel Zuilen dankt zijn naam aan het gebruik van deze veerdienst.

## Restauratie en nieuwe bestemming
De gemeente Utrecht heeft besloten met de Stichting tot behoud en exploitatie van Fort aan de Klop om op het fort een camping, een theehuis en een herberg met overnachtingsmogelijkheid te laten exploiteren. 
In 2004 startte het Europese project Crossing the Lines. Sindsdien zijn met steun van dit project het historische wachthuis en de drie houten loodsen op het fort gerestaureerd. Na de inrichting van de gebouwen en het terrein werd het fort op 14 juli 2007 voor het publiek geopend.
Het Waterliniepad komt langs dit fort.

## Beschermd als rijksmonument
Het fort kent een beschermde status als rijksmonument. Om precies te zijn, zijn er (inclusief de beheerderswoning bij de ingang) 9 onderdelen op het fort zelf die een inschrijving in het rijksmonumentenregister hebben. Deze, en nog eens 4 onderdelen van de Nieuwe Hollandse Waterlinie in de directe omgeving van het fort die eveneens rijksmonument zijn, zijn te vinden in de Lijst van rijksmonumenten op Fort aan de Klop.

## Naslagwerk
- Douwe Koen, Hollandse Waterlinie Erfgoedreeks: Fort aan de Klop, Stokerkade cultuurhistorische uitgeverij, Amsterdam